# Sárdi Márta
Sárdi Márta asszonyneve Martha Biss-Sardi (Budapest, 1956. március 3. – Bécs. 2023. március 11.) magyar modell, manöken, újságíró.

## Élete
1979-ben vizsgázott le az Állami Artistaképző Intézet manöken- és fotómodell szakán. Danis Barna az MTI-ből fotózta először.
Ezt követően Urbán Tamással, az Ifjúsági Magazin fotósával dolgozott, az újságban a Divatrovatban rendszeresen szerepelt. Egy fotózás alkalmával pedig megismerkedett Fenyő Jánossal és Szebeni Andrással, és kezdtek dolgozni.
Fábri Zoltán rendező tanácsára lett modell, mert ő  eredetileg filmezni szeretett volna.
Pályája rövid időn belül felfelé ívelt, az Ez a Divat magazinban rendszeresen jelentek meg képei. Plakátokon, címlapokon és naptárakon találkozhattunk fotóival. Szerepelt az Ez a Divaton kívül, a Füles, az Ifjúsági Magazin, a Nők Lapja címlapjain és az Átváltoztatjuk Magazin borítóján is. Folyamatosan kapott felkéréseket divatbemutatókra. A kor egyik ismert manökenje lett.
Az Ez a Divat magazinban Sárdi Márta rovata címmel írt cikkeket.
Ő is részt vett az Ez a Divat Manökenek egymásról című rovatban, ahol Fekete Klárival adott interjút.  Fotósai voltak, többek közt: Módos Gábor, Danis Barna, Fenyő János, Fábri Péter fotóművészek.
Egy fia született, Patrick.